# Cornel Nistorescu
Cornel Nistorescu (n. 15 decembrie 1948, Turmaș, Hunedoara) este un jurnalist român, director al ziarului Cotidianul.

## Date biografice
Cornel Nistorescu s-a născut ca fiu al lui Aurel Nistoresc și al Ilinei (n. Popa), agricultori. A făcut școala primară la Mărtinești, iar apoi a absolvit liceul "Aurel Vlaicu" din Orăștie în 1965. Studiile universitare le-a efectuat în cadrul Facultății de Filologie a Universității Babeș-Bolyai din Cluj, la secția română-italiană (absolvent în 1974).
- Cornel Nistorescu a fost redactor la revista "Viața studențească" (1974-1980), la ziarul "Scânteia tineretului" (1980-1983) și la revista "Flacăra" (din 1983). Și-a făcut debutul ca jurnalist în "Viața studențească"(1971), cu un reportaj. Debutul editorial a fost cu volumul de reportaje "Întâmplări în liniștea unei fotografii" (1978). A fost colaborator la "Viața studențească, "Echinox", "Steaua", "Flacăra", etc. După prima carte, a mai publicat două volume, "Paradisul provizoriu" (1982) și "Proprietarul de iluzii" (1988), ce cuprind scrieri aflate undeva la granița dintre reportaj și proză scurtă. Cât timp a lucrat la revista "Viața studențească", s-a ocupat de folclor, făcând parte din grupul de folcloriști ai Facultății de Filologie din Cluj, perioadă în care a colindat satele Transilvaniei în căutare de texte și obiceiuri populare.
- În 1990 a fondat, împreună cu Mihail Cârciog, trustul de presă „Expres”, la care va fi director și va publica articole sub genericul "Reportaj de buzunar" și "Epistole politice". În 1995, publicația s-a desființat.
- În 1997, după demisia lui Ion Cristoiu, devine directorul ziarului Evenimentul Zilei, unde a publicat "Comentariul zilei". Nistorescu a fost unul dintre fondatorii primului post național privat de radio, Europa FM, și a postului local de radio, Total FM.
- A fost căsătorit cu actrița de televiziune Nicole Duțu pentru mai puțin de doi ani, divorțând în 2008[3][4][5], aceasta fiind a patra lui soție[6].

## Debut
- A debutat în 1971 cu un reportaj la revista "Viața studențească"

## Controverse
În anul 2009, Cornel Nistorescu a fost acuzat de cenzurarea unui articol. Articol semnat de fosta sa angajată Mirela Corlătan. Articolul aducea dovezi despre colaborarea cu Securitatea a criticului de artă Petru Romoșan, un apropiat de al lui Cornel Nistorescu.  La scurt timp, autorul articolului a fost concediat.

## Cărți publicate
- Întâmplări în liniștea unei fotografii, Colecția Reporter XV, Junimea, Iași, 1978
- Paradisul provizoriu, Albatros, București, 1982
- Proprietarul de iluzii, Cartea Românească, București, 1988